# Georg Friedrich Puchta

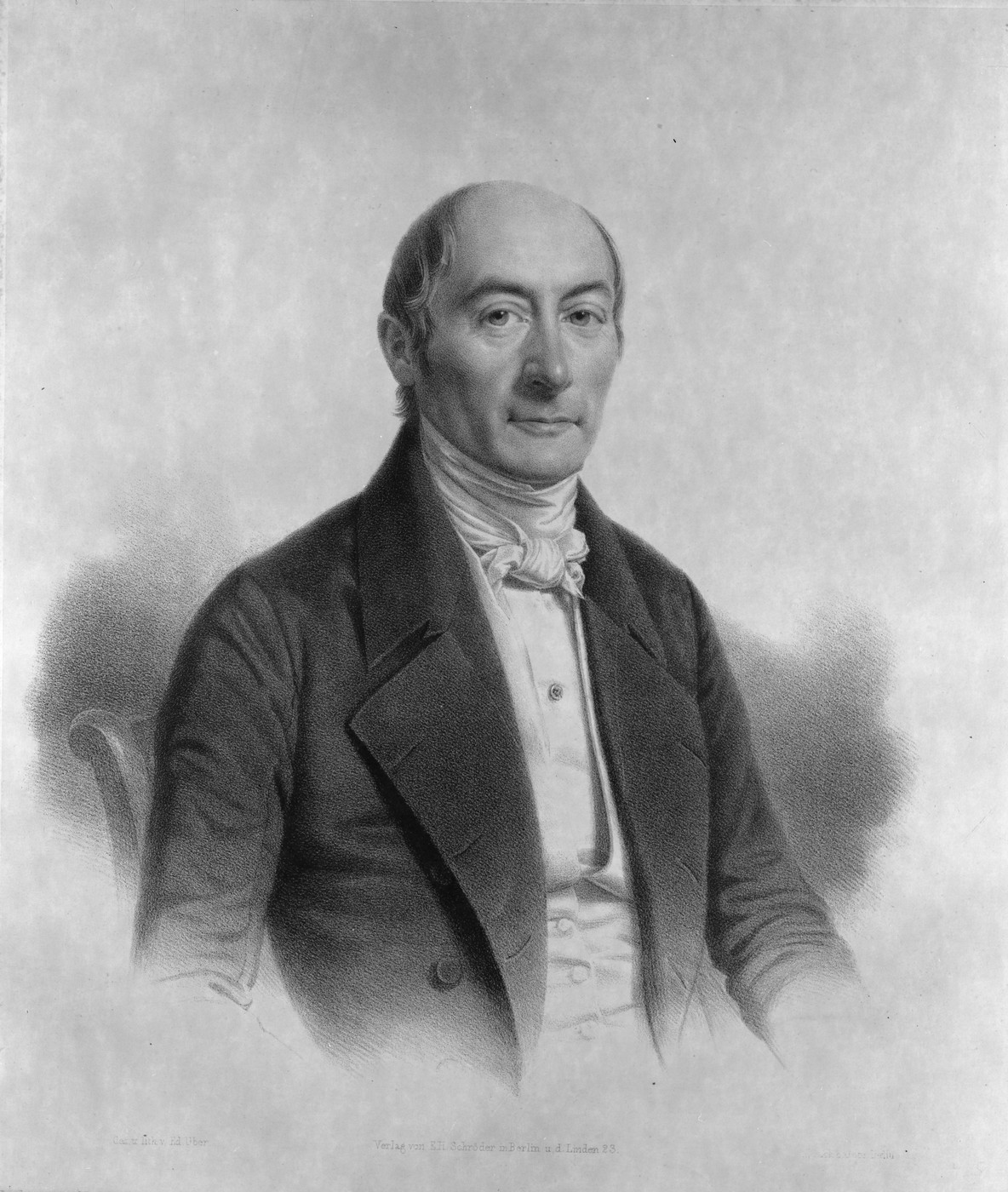
Georg Friedrich Puchta

Georg Friedrich Puchta (31 de agosto de 1798 - 8 de enero de 1846) fue un jurista alemán perteneciente a la escuela Pandectística, cuyas teorías y aportaciones sobre el derecho romano influirían notablemente en las doctrinas romanistas posteriores.
Uno de sus mayores méritos como jurista y profesor fue romper con los anticuados métodos no-científicos con los que entonces se enseñaba Derecho romano, consiguiendo así que sus principios fueran inteligibles y aprehensibles por los estudiantes de Derecho.

## Biografía
Nacido en Cadolzburg (Baviera), procedía de una familia protestante, que emigró a Alemania desde Bohemia huyendo de las persecuciones religiosas. Puchta se criará en un ambiente eminentemente jurídico. Su padre, Wolfgang Heinrich Puchta (1769-1845), juez de profesión, escribiría una modesta cantidad de textos jurídicos y doctrinales.
Entre 1811 y 1816, el joven Puchta acudiría al gymnasium (academia de formación superior) en Núremberg, donde absorbería las ideas procedentes del hegelianismo. En 1816 entraría en la Universidad de Erlangen, donde se vería profundamente influido por las obras de Friedrich Karl von Savigny y Barthold Georg Niebuhr. Tras conseguir el doctorado, se establecería en la propia Erlangen en 1820, y ejercería de profesor privado (Privatdozent). más tarde, en 1823, sería nombrado profesor extraordinario de Derecho.
En 1828 sería designado profesor ordinario de Derecho romano en la Universidad de Múnich, y en 1835 obtendría la cátedra de Derecho romano y Derecho eclesiástico de la Universidad de Marburg. Más tarde, en 1837, pasaría a la Universidad de Leipzig, para cinco años más tarde, en 1842, suceder en el cargo a Savigny, en la Universidad de Berlín. En 1845 pasaría a formar parte del consejo de estado (Staatsrat) y de la comisión legislativa (Gesetzgebungskommission), muriendo en Berlín un año más tarde, en 1846.

## Obra
De entre sus muchos escritos, cabe destacar Lehrbuch der Pandekien, obra publicada por primera vez en 1838 (Leipzig) y en la que realiza una profunda reflexión sobre el Derecho romano, dilucidando su esencia dogmática a unos niveles jamás vistos.
Cabe destacar también Kursus der Institutionen (Leipzig, 1841-1847), donde realizaría un análisis del desarrollo orgánico del Derecho en la Roma Antigua. Igualmente, hay que mencionar otras obras de importancia, como Das Gewohnheitsrecht (Erlangen, 1828-1837) y Einleitung in as Recht der Kirche (Leipzig, 1840).
El prefacio de Kleine civilistische Schriften contiene a modo de homenaje una biografía del jurista. Esta obra, de 1851, editada por Adolph August Friedrich Rudorff, estaba compuesta de una recopilación de ensayos de diversos romanistas y estudiosos del Derecho romano.